# Stanislav Güntner

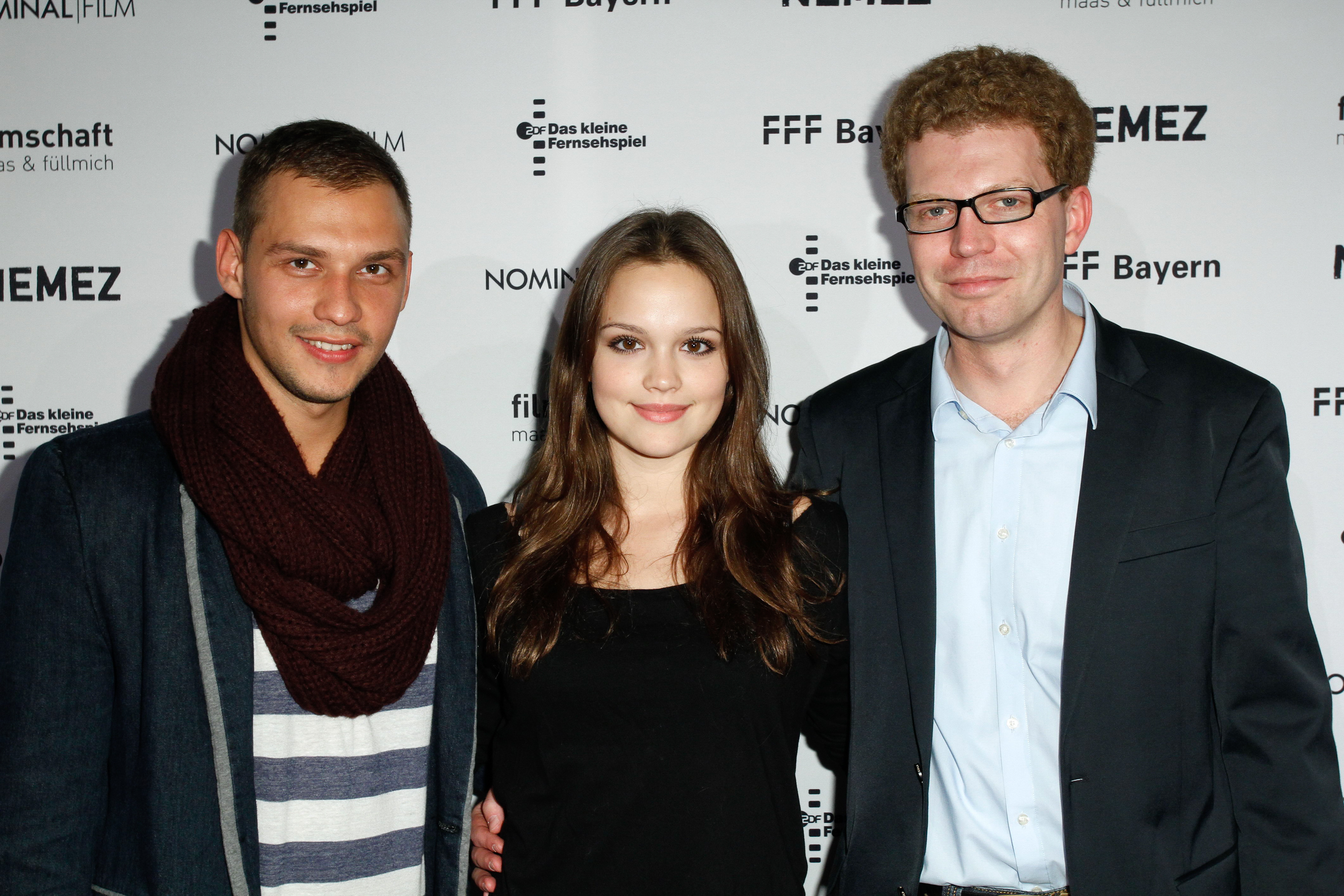
Mark Filatov, Emilia Schüle und Stanislav Güntner auf der Berliner Premiere von „Nemez“

Stanislav Güntner (* 13. April 1977 in Tscheljabinsk, Russische SFSR, Sowjetunion) ist ein deutscher Filmregisseur und Drehbuchautor.

## Werdegang
Stanislav Güntner studierte Regie an der Hochschule für Fernsehen und Film München u. a. bei Werner Schroeter. Er war Stipendiat der Drehbuchwerkstatt München, wo sein Drehbuch Nemez mit dem Tankred-Dorst-Drehbuchpreis ausgezeichnet wurde.
Mit der Verfilmung von Nemez realisierte Güntner seinen ersten Spielfilm, der bei den 46. Internationalen Hofer Filmtagen den Kodak Eastman Förderpreis für beste Nachwuchs-Regie erhielt. Neben mehreren Auszeichnungen bekam der Film den VGF-Nachwuchsproduzentenpreis.
Als Autor arbeitete Stanislav Güntner für Andrei Konchalovsky Production Center. Er beteiligte sich an der Entwicklung des Drehbuchs über das Leben von Michelangelo, das unter dem Titel Sin von Andrei Konchalovsky verfilmt wurde. Bei Konchalovskys Film Paradise übernahm Güntner die 2nd Unit Regie.
Stanislav Güntner unterrichtet Szenisches Schreiben im Film an der Humboldt-Universität zu Berlin, Universität Passau und der Münchner Filmwerkstatt. Aktuell arbeitet er an seinem ersten amerikanischen Spielfilm.

## Filmografie  (Auswahl)
- 2000 Mimikry (Buch/Regie, Kurzfilm)
- 2001 Kaputt Regie, Kaputt Klavier (Buch/Regie, Kurzfilm)
- 2002 Sag, dass du mich liebst (Buch/Regie, Kurzfilm)
- 2003 Praktisches Mädchen (Buch/Regie, Kurzfilm)
- 2005 Schüsse (Buch/Regie, Kurzfilm)
- 2007 Einsame Insel (Buch/Regie, Kurzfilm)
- 2012 Nemez (Buch/Regie, Kinofilm)
- 2016 Paradise (2nd Unit Regie, Kinofilm)
- 2018 Mein lieber Onkel (Buch/Regie, Kurzfilm)

## Auszeichnungen
- Tankred-Dorst-Drehbuchpreis 2008/2009 – Bestes Drehbuch
- 46. Hofer Filmtage – Kodak Eastman-Förderpreis für die beste Nachwuchsregie 2012[1]
- VGF-Nachwuchsproduzentenpreis 2012
- Deutsche Film- und Medienbewertung (FBW) 2013 – Prädikat „wertvoll“ für Nemez
- 29. Int. Festival Bogotà – Círculo Precolombino de Plata for best Feature
- Max Ophüls Preis 2013 – Nominierung
- Prix Europa 2013 – Nominierung[2]